# Heratemita
Heratemita är ett släkte av spindlar. Heratemita ingår i familjen hoppspindlar.
Kladogram enligt Catalogue of Life:
| Heratemita | \| \| Heratemita alboplagiata \| \| \| \| \| \| Heratemita chrysozona \| \| \| \| |
|            | \| \| Heratemita alboplagiata \| \| \| \| \| \| Heratemita chrysozona \| \| \| \| |
|            | Heratemita alboplagiata                                                           |
|            |                                                                                   |
|            | Heratemita chrysozona                                                             |
|            |                                                                                   |